# 来住町

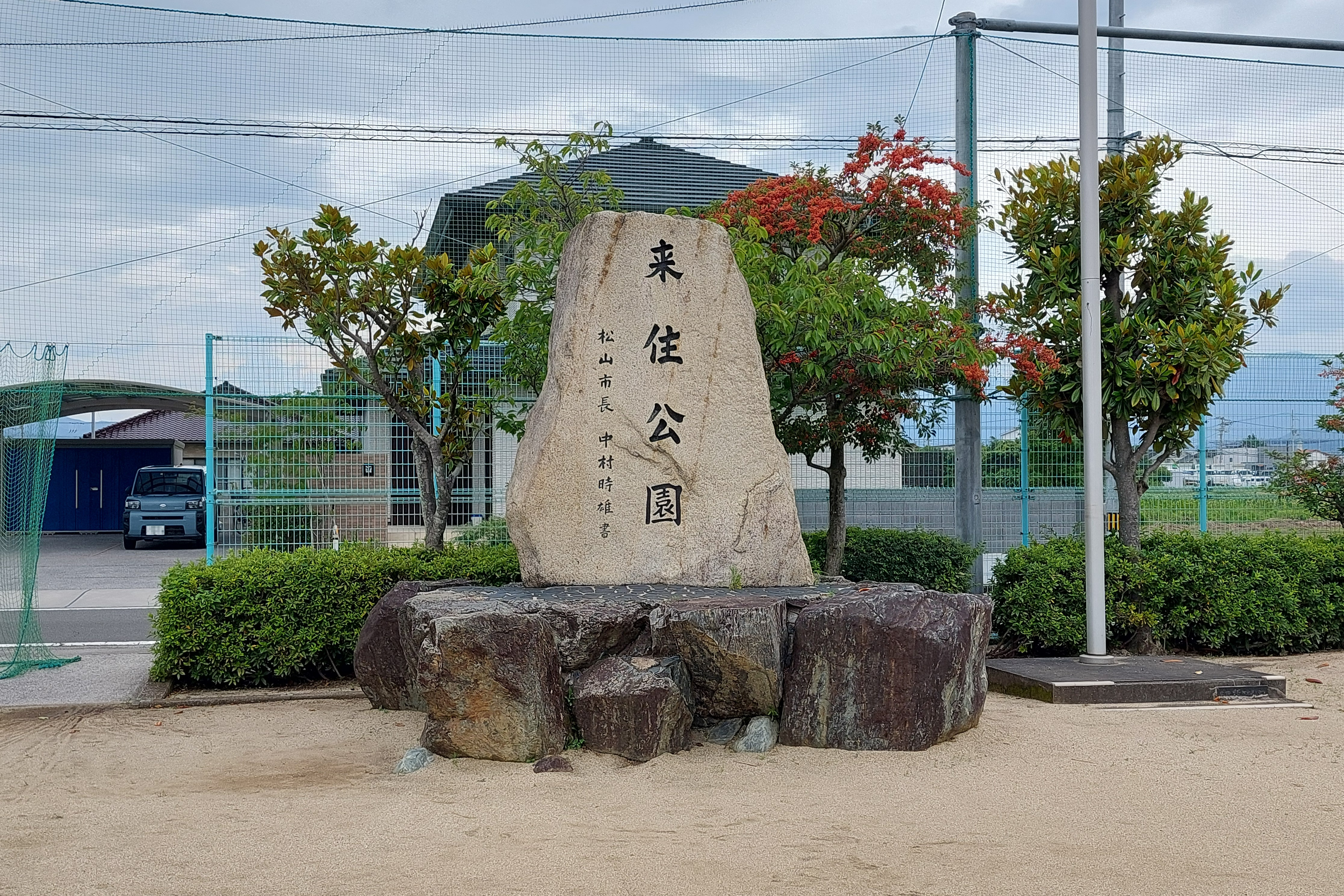
来住公園

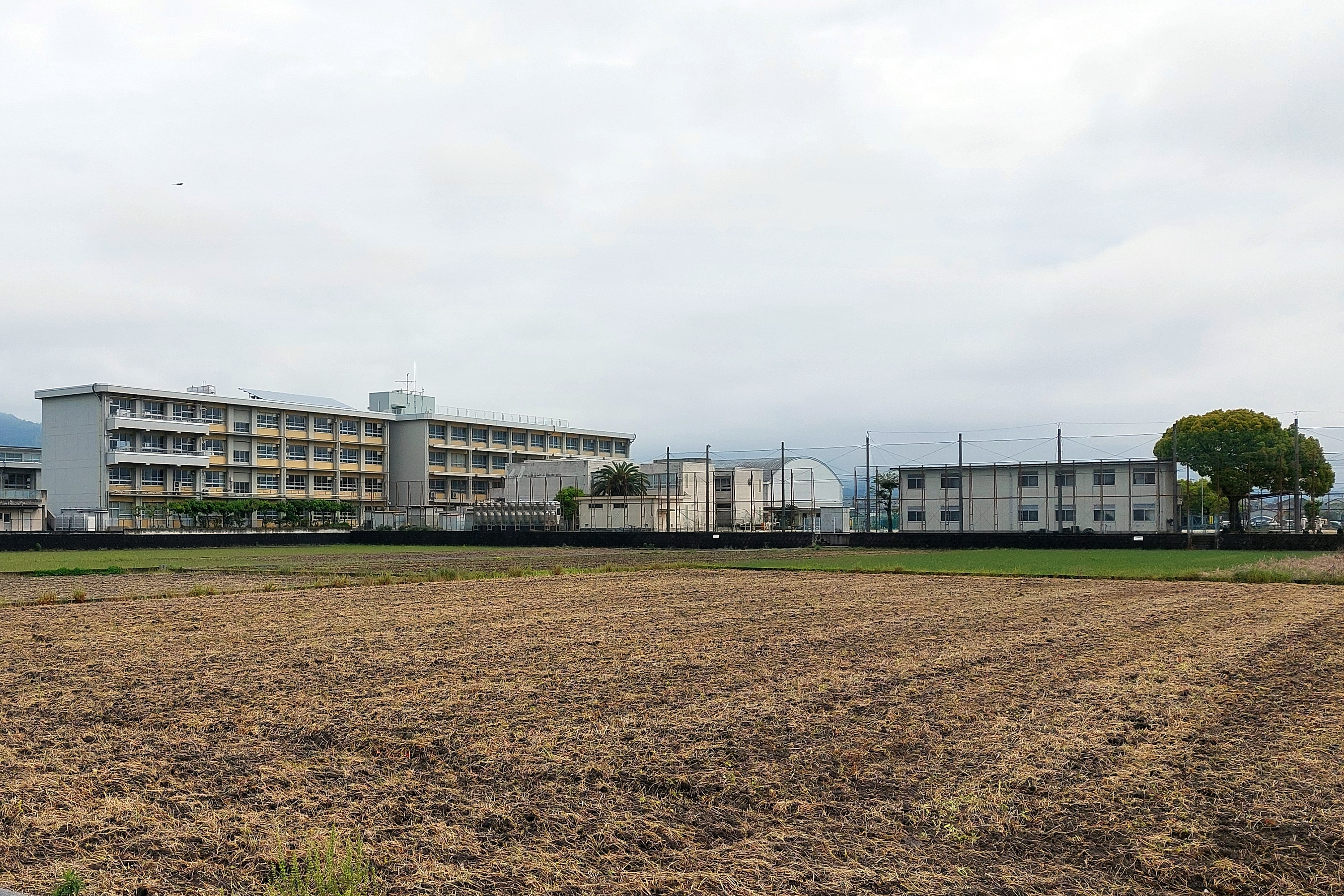
松山市立久米中学校

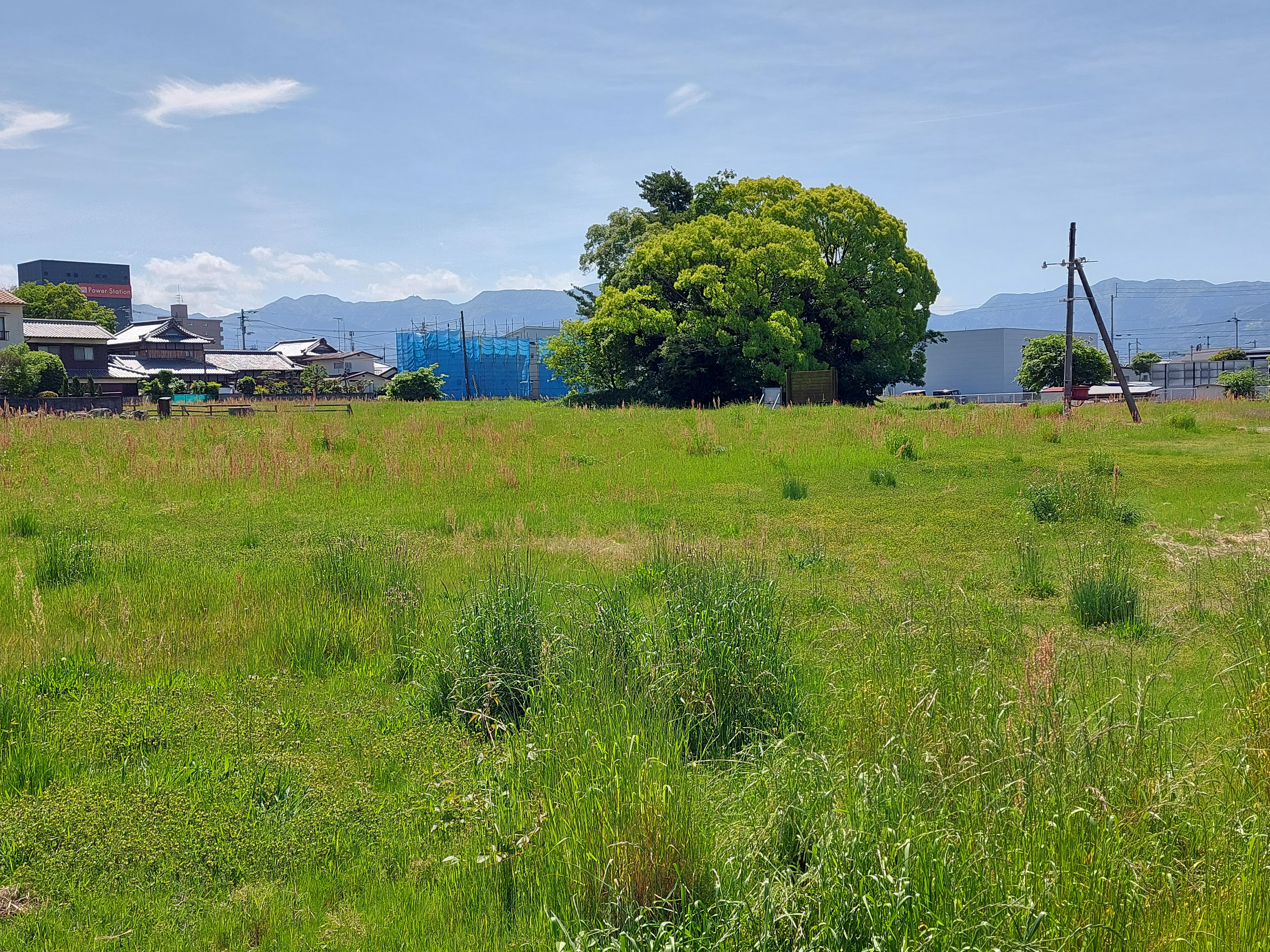
久米官衙遺跡群

来住町（きしまち）は愛媛県松山市の地名。住居表示未実施。2012年1月1日現在の人口は5982人、世帯数は2084世帯、面積は1.4613平方キロメートル。郵便番号は791-1102。

## 地理
松山市南東部に位置し、久米地区に属する。町内は全域を田園地帯が占める。近年は宅地化が進んでいる。北久米町、南久米町、久米窪田町、南土居町、今在家一丁目、今在家二丁目、今在家三丁目、今在家四丁目、今在家町と接している。

## 歴史
町村制実施前の旧村である来住村を起源とする。
1889年（明治22年）12月15日 、町村制の施行により、周辺の村々と合併して久米村の一部となる。1955年（昭和30年）5月1日、松山市に編入した。

## 交通
国道11号が町内を走る。

## 施設
- 学校　松山市立久米中学校
- 公園　来住公園
- 史跡　来住廃寺跡
- 公共施設　来住ふれあいセンター
- 店舗　スーパー日東来住店